# Joseph Ariel
Joseph Fisher (en russe Иосиф Аронович Фишер (Yossif Aronovitch Fisher)), né à Odessa, 20 avril 1893, mort à Jérusalem le 19 décembre 1964, devenu Joseph Ariel (en hébreu, יוסף אריאל) après 1950, est un dirigeant sioniste russe puis diplomate israélien.
Il grandit à Odessa, dans l'Empire russe, et est gagné aux idées sionistes à l'adolescence. Après avoir été expulsé par les autorités soviétiques en raison de son activité politique en 1924, il fait son aliyah. Le Fonds national juif (KKL) le charge, à partir de 1925, de structurer le mouvement sioniste en France. Il poursuit son travail pendant la Seconde Guerre mondiale, parvenant depuis Lyon et Nice à maintenir les activités du KKL et à organiser le financement des structures communautaires juives, légales et clandestines. Il joue un rôle clé dans la fondation du conseil représentatif des institutions juives de France à la fin de la guerre. Après 25 ans de présence en France, il repart pour Israël, État nouvellement indépendant, en 1950. C'est à ce moment qu'il hébraïse son patronyme, devenant Joseph Ariel. Après être entré au ministère des Affaires étrangères d'Israël, il revient en Europe au poste de ministre plénipotentiaire d'Israël en Belgique et au Luxembourg. Il occupe cette fonction de 1952 à 1957, nouant durant cette période des liens forts avec la reine-mère de Belgique, Élisabeth. À son retour en Israël, il travaille pour le Yad Vashem, l'institut international pour la mémoire de la Shoah.

## Jeunesse et militantisme à Odessa

### Sous l'Empire russe
Joseph Fisher naît à Odessa en 1893, il grandit dans une famille juive non religieuse. Ses parents, Esther et Aaron Fisher possèdent un magasin de meubles. 
Pendant ses études, il s'intéresse au sionisme et à 17 ans, en 1910, commence à militer à la Histadrout hatalmidim hazionim. En 1912, il participe à la fondation de la section locale de l'organisation de jeunesse Tzéïré-Tzion. Il est arrêté une première fois par les autorités russes cette même année, accusé de création d'une organisation illégale. Libéré au bout de deux semaines, il bénéficie de l'amnistie générale prononcée à l'occasion des festivités du 300e anniversaire des Romanov,.
Fisher poursuit son militantisme chez les Amants de Sion et est élu, à vingt ans, délégué d'Odessa au XIe congrès sioniste qui se tient à Vienne en 1913,. Il apprend au cours du congrès son admission à l'université d'Odessa où il entreprend des études d'histoire et de philologie. Parallèlement, il s'attelle à la création d'une organisation d'étudiants sionistes russes, HeHaver.  
En 1915, les autorités russes suppriment le numerus clausus qui limitait le nombre d'étudiants juifs, ce qui entraîne une multiplication du nombre de cellules locales de HeHaver. Fisher participe au congrès illégal des sionistes russes qui se tient à Moscou cette même année, les participants votent la neutralité du mouvement dans la Première Guerre mondiale. Peu de temps après, Fisher est arrêté lors d'une réunion à Odessa où il devait faire un compte-rendu du congrès. Emprisonné, il est ensuite condamné à l'exil dans le gouvernement d'Irkoutsk en Sibérie centrale, à Nijneoudinsk, petite localité située sur le parcours du transsibérien. Après un an et demi en Sibérie, il est libéré à l'occasion de la Révolution de Février 1917 qui marque la fin de l'Empire russe.

### Révolutions de 1917 et formation de l'URSS
La période de transition séparant la révolution de Février et la prise de pouvoir par les Bolcheviques, qui commence après la révolution d'Octobre mais n'est entièrement effective à Odessa qu'en 1919, est une fenêtre de liberté. Les Juifs obtiennent l'égalité des droits, le réseau scolaire juif s'étend et les sionistes accroissent leur influence au sein de la communauté.
Joseph Fisher obtient en 1918 un diplôme en histoire de l'université d'Odessa. Il devient à cette date professeur d'histoire et de lettres russes au lycée commercial de la ville. En 1919, il épouse Elisabeth Gradstein, une professeure de mathématiques. Leur première fille, Ruth, naît en 1920. Il entre à la municipalité d'Odessa où il est le représentant des Amants de Sion. Il y est successivement secrétaire général de la municipalité puis secrétaire général du commissariat régional pour le commerce extérieur. 
En 1922, Fisher est exclu du lycée où il est professeur et de l'université où il suit des études de juriste en raison de ses activités sionistes. Cette même année, il est incarcéré à la prison Lukyanivska (en) à Kiev. Au bout de 13 mois d'enfermement, en 1924, les autorités soviétiques l'expulsent d'URSS. Il traverse la frontière soviétique le jour de la mort de Lénine, le 21 janvier 1924, et passe ensuite plusieurs mois à Berlin où il travaille pour le mouvement Hapoel Hatzaïr le temps d'obtenir le visa lui permettant de faire son aliyah en Palestine mandataire. 
Fisher effectue ensuite pour le compte du KKL deux missions, en Lettonie et en Bessarabie. Il doit quitter cette région, alors roumaine au bout de deux mois, son travail étant menacé par la révolte prosoviétique de Tatar Bunar (en).

## Émissaire du Fonds national juif en France

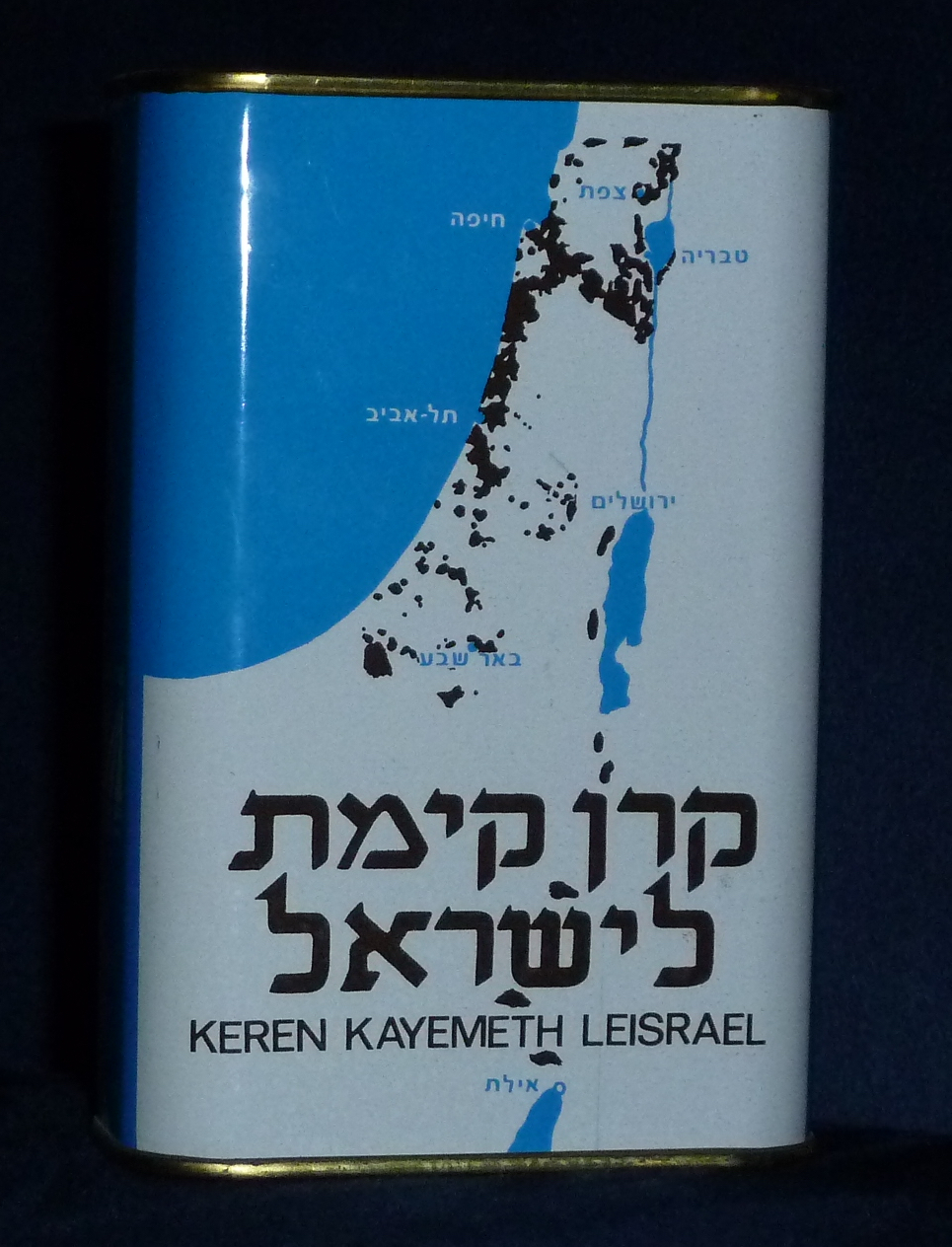
Les boîtes à dons bleues et blanches iconiques du Keren Kayemeth Leisrael.

En 1925, le Fonds national juif unifié (KKL) décide d'envoyer en France un émissaire, Joseph Fisher chargé d'y dynamiser le mouvement sioniste. 
Il collabore étroitement avec Aimé Pallière, un chrétien philosémite qui, sans se convertir au judaïsme, est devenu l'un des prédicateurs de la synagogue libérale de la rue Copernic. Nommé vice-président du KKL, il entretient des rapports étroits avec Fisher, les deux hommes se rencontrent très souvent au bar du Lutetia. Fisher, qui n'est lui-même pas religieux, utilise les talents de Paillère, dont les convictions sont celles d'un sioniste religieux, pour pénétrer les milieux juifs libéraux et orthodoxes de Paris, à cette époque plutôt hostiles au sionisme. 
Fisher, Pallière ainsi que deux autres collaboratrices, Yvonne Netter et Fanny Weil font des tournées France et au Maghreb, allant à la rencontre des communautés juives. Ils y lèvent des fonds et font la promotion du KKL et de la colonisation juive en Palestine. Les conférenciers du KKL s'appuient sur du matériel de communication, calendriers, cartes, brochures, pour leurs conférences. L'attraction la plus prisée est la projection de films illustrant l'action du KKL en Palestine. Fisher multiplie les événements destinés à récolter des fonds ; le « bazar palestinien » qui se tient une fois l'an propose par exemple à la vente des produits d'Eretz Israël.
En 1928, Fisher dote l'association d'un organe de presse, La Terre retrouvée, mensuel puis bimensuel illustré qui devient rapidement l'un des principaux médias du sionisme francophone,. Les principaux collaborateurs de la publication sont, outre Fisher et Paillère, Baruch Hagani, Justin Godart, Guerda Arlosoroff, Fernand Corcos, Edmond Fleg, Charles Gide, Henri Hertz, Raymond-Raoul Lambert, Marcel Mirtil, Yvonne Netter, Pierre Paraf, André Spire. La presse est à cette époque en pleine mutation et la rédaction, dont certains membres, tel André Spire au Matin, travaillent dans des quotidiens est au fait de ces nouveautés. On préfère les instantanés d'actualité aux photos d'archives, des pages magazines sont créées à l'exemple de ce qui se fait dans Paris Match.
L'action du KKL France s'étend à l'Afrique du Nord colonisée par la France. Joseph Fisher se rend à plusieurs reprises au Maroc, en Algérie et en Tunisie auprès des communautés juives. À la suite du pogrom de Constantine de 1934, il séjourne en Algérie pour rédiger un rapport sur le massacre. Il impute l'émeute à un tournant antisémite du nationalisme arabe et lie l’événement aux émeutes de 1929 en Palestine mandataire. L'écrivain Albert Memmi, adolescent dans les années 1930 en Tunisie, qui sera plus tard connu pour ses écrits sur le colonialisme, cite Fisher et le KKL comme l'une des influences de sa jeunesse.
Fisher est amené à collaborer étroitement avec le sénateur Justin Godart, président fondateur de l'association France-Palestine. Ce dernier s'oppose au Livre blanc des autorités mandataires britanniques de Palestine qui porte un coup d'arrêt à l'immigration juive. Ensemble ils organisent des manifestations auxquelles participent des personnalités connues, Paul Painlevé, Anatole de Monzie, Jean Longuet, Léon Blum. Fisher et Godart militent à partir de 1933 pour l'ouverture des frontières de la Palestine aux Juifs allemands persécutés par les autorités nazies.
Fisher se montre lucide s'agissant de la menace hitlérienne qui plane sur l'Europe à l'approche de la Seconde Guerre mondiale. Il souligne dans La Terre retrouvée que les accords de Munich, en entérinant le démantèlement de la Tchécoslovaquie, sont le signe d'une « nouvelle éthique » qui n'est pas encourageante pour les plus faibles d'Europe : les Juifs.

## Seconde Guerre mondiale
Ayant perçu le danger d'une invasion allemande, Fisher se réfugie avec sa famille dans le village de Fouilloux, en Charente-Maritime, avant l'exode de 1940. 

### Installation à Lyon
Joseph Fisher rejoint en train Lyon, en zone libre, dans la nuit du 9 au 10 juillet 1940. Il entend, de concert avec Marc Jarblum, y poursuivre légalement les missions du KKL et y établit le nouveau siège de l'organisation.
Depuis cette ville, Joseph Fisher envoie tous les mois de 4 à 500 lettres d'information sur la Palestine à la communauté juive de France dispersée par la guerre. Les envois sont présentés comme des lettres personnelles afin de circonvenir la censure de Vichy. L'information lui est fournie par Shmuel Scheps, directeur du KKL à Genève, qu'il rencontre régulièrement à Annemasse, une commune située côté français de la frontière franco-suisse. Fin 1941, Fisher donne une impulsion au Mouvement de jeunesse sioniste, une organisation unitaire qui jouera un rôle important dans le sauvetage des enfants juifs. En mai 1942, il participe, aux côtés de Simon Lévitte, de Otto Giniewski à une réunion à Montpellier à l'issue de laquelle le mouvement se structure,.
À l'initiative de Fisher, un accord secret est passé entre le KKL et l'American Jewish Joint Distribution Committee. En vertu de cet accord, le KKL s'engage à mettre à disposition du Joint tous les fonds collectés en France. Le Joint s'engage à consacrer ces fonds au sauvetage des Juifs et à rembourser tous les prêts au sortir de la guerre. Une loi de Vichy empêchant les Juifs de posséder un compte bancaire, ces derniers confient leurs finances au KKL. Cet arrangement permet aux organisations juives françaises de maintenir leur autonomie financière. L'argent permet de financer toute une gamme d'actions participant du sauvetage des Juifs. Une partie de l'argent transite par la Suisse et est remise en liquide à Fisher.
Il coordonne son action avec Justin Godart avec lequel il a déjà eu l'occasion de travailler avant guerre. L'homme politique l'hébergera même un temps dans sa maison de Pommiers, dans le Beaujolais, lorsque Fisher devra basculer dans la clandestinité. Cette aide ainsi que d'autres actions de sauvetage des Juifs a valu à Justin Godart et son épouse Louise, le titre de juste parmi les nations du Yad Vashem. L'argent de l'accord KKL - Joint est un temps enterré dans le jardin des Godart.
C'est à Lyon que Ruth (1920-2020), la fille aînée des Fisher, rencontre Evry Schatzman (1920-2010), futur astrophysicien qui s'est lui aussi réfugié dans cette ville pour y poursuivre ses études. Après leur mariage, ils se réfugieront jusqu'à la fin de la guerre à l'observatoire de Haute-Provence. Son autre fille, Gabrielle (1932-2014), est une enfant cachée pendant la guerre.

### Départ pour Nice
En septembre 1942, Fisher est coopté au sein de la section permanente du consistoire central israélite de France en tant que représentant de la communauté juive ashkénaze de Nice. Il réchappe de peu à la rafle de la rue Sainte-Catherine qui se déroule à Lyon le 9 février 1943. La rafle le décide à quitter Lyon et à s'installer à Nice avec sa famille. Cette ville est placée sous occupation italienne depuis la fin de la zone libre en novembre 1942. De nombreux Juifs s'y sont alors regroupés en raison de l'attitude de l'Italie fasciste moins hostile envers les Juifs que l'Allemagne nazie.
Joseph Fisher fait partie à Nice, aux côtés d'Ignace Fink, et de Michel Topiol du « comité Dubouchage », une antenne du Comité d’aide aux réfugiés mise en place au siège de la synagogue ashkénaze du boulevard Dubouchage. Cette structure apporte aide financière et faux papiers aux réfugiés juifs ayant fui la zone d'occupation allemande,. Il est aussi, de même que les autres personnalités du comité Dubouchage, membre de la « commission politique ». Ce groupe est chargé des négociations avec les autorités italiennes par l'intermédiaire d'Angelo Donati, un banquier juif italien établi de longue date à Nice,. À partir de juillet 1943, la commission échafaude avec Donati un plan visant à l'évacuation des Juifs de la zone d'occupation italienne de France vers l'Afrique du Nord, via l'Italie,. Dans cet objectif, des Juifs réfugiés à Saint-Gervais et Megève, région qui doit être transférée du contrôle italien à celui des Allemands, sont acheminés en camion vers la région de Nice, notamment à Saint-Martin de Vésubie. Cependant, l'armistice de Cassibile signé entre les Alliés et l'Italie en septembre 1943 prend de cours la commission. Les écrits de Joseph Fisher de l'époque conservés aux archives du consistoire témoignent de son désarroi : « Nous avions décidé de faire venir les Juifs de Saint-Gervais et de Megève en vue de leur transfert ultérieur en Italie. [...] Le voyage des personnes qui se trouvaient en résidence assignée a traîné pendant huit jours. On ne trouvait pas de camions ; [...] nous avons obtenu 40 camions militaires italiens, 40 carabiniers accompagnaient le convoi commandé par un officier. [...] Les camions sont arrivés le vendredi à Nice. On a réparti ces 1 800 personnes dans les hôtels ; [...] mais le soir, l’armistice entre les Alliés et Badoglio était publié. Que faire de tous ces malheureux ? ». Vingt-quatre heures après l'armistice du 8 septembre, la région niçoise passe sous contrôle allemand. La Gestapo menée par Alois Brunner commence à ratisser la ville. Joseph Fisher repart donc rapidement vers Lyon.

### Retour à Lyon
Son expérience niçoise amène Fisher à repenser son action et à la basculer entièrement dans la clandestinité. Il recommande la dissolution de l'Union générale des israélites de France, structure créée à l'instigation de Vichy : « Nous avons décidé de distribuer des secours, non pas par l’intermédiaire de l’UGIF, mais par des moyens privés. [...] J’estime que l’UGIF doit maintenant se disperser car ses dirigeants risquent de devenir les collaborateurs forcés de la Gestapo. »
Fisher, qui n'est pas pratiquant se rend néanmoins régulièrement à l'office pour le shabbat à Lyon afin de manifester sa solidarité avec la communauté juive. Le 10 décembre 1943, il est présent à la grande synagogue de Lyon lorsqu'une attaque vise le lieu de culte. Deux grenades sont lancées dans la synagogue par des individus réussissant à s'enfuir en voiture. Le fait qu'il n'y ait que huit blessés légers s'explique par la position des fidèles au moment de l'attentat. Ils font, pendant l'attaque, face à la porte comme le veut la liturgie lorsque le cantique Lekha Dodi est entonné. Les agresseurs, surpris, prennent la fuite et ne seront jamais identifiés.
Le 27 juin 1944, le jeune résistant David « Dodo » Donoff, qui est un proche collaborateur de Joseph Fisher, est victime d'une rafle alors qu'il est porteur de documents indiquant l'adresse des Fisher. Il tente de s'échapper mais est mortellement blessé dans sa fuite. Emmené à l’hôpital, il fait prévenir les Fisher qui parviennent à quitter leur appartement peu avant l'arrivée des autorités,,,. 
Henri Hertz évoque dans ses mémoires l'action de Joseph Fisher à Lyon :

« Nous nous retrouvâmes à Lyon. Mais n'étant point dans le même secteur d'action, nos rencontres furent espacées. Qui a pris part à des réseaux de résistance se rappelle quelle discrétion on usait quand on ne faisait pas, à point nommé, le même “travail”. La consigne était de s'ignorer, d'éviter tout rapprochement “inutile”. Je n'eus point à “travailler” avec Joseph Fisher. Mais j'ai reçu écho de ce qu'il faisait et des responsabilités qu'il prenait au service de tous.
De proche en proche, son nom circulait associé notamment à de grosses opérations d'argent, grâce auxquelles furent sauvés de la misère et de la déportation des milliers de Juifs. Il y montra une maîtrise et une abnégation dédaigneuse du risque, s'amusant au défi.
Nous eûmes rarement des rendez-vous. À une ou deux réunions plénières de comités, par hasard, nous nous assîmes côte à côte. Étant allé voir Justin Godart dans sa maison de Pommiers, au-dessus de Villefranche, dont il fit un bastion de résistance ralliant dans toute la région jusqu'aux gendarmes, Joseph Fisher y était. Pas pour la même chose que moi. C'était l'époque où allaient commencer les grandes rafles. Justin Godart s'entremettait à Vichy pour les retarder. J'allais lui en parler.
[…]
Une de ses présences les plus émouvantes, à travers les éclipses, les entrecroisements devinés, les recoupements sous-entendus, eut lieu, rue Vauban, à Lyon, au cercle d'études qu'avait fondé Léon Algazi, et où, chaque semaine, avaient lieu des discussions idéologiques. C'est à l'une de ces séances que, d'une voix tremblante, Joseph Fisher nous révéla, hésitant à y croire lui-même, ce que les assistants ne savaient pas, l'horreur, l'ampleur insoupçonnée des méthodes allemandes d'extermination dans les camps de déportation. Par lui, pour la première fois, nous apprîmes l'effroyable sens qu'avaient les noms de Drancy, de Buchenwald, d'Auschwitz. Il n'en parlait point à la légère. Il avait des liens et des correspondances lui permettant d'envisager des démarches dans les chancelleries, auprès des gouvernements.
Il s'offrait à s'en faire le messager... »

À partir de mi-1943, Fisher œuvre pour l'unification des différentes institutions juives de France. Il parvient tout d'abord à unifier les organisations des Juifs immigrés au sein du Comité général de défense (CGD). Puis cette structure se réunit avec le consistoire central israélite de France qui représente le judaïsme français. Cette union naît sous le nom de Conseil représentatif des institutions juives de France en janvier 1944.

## Après-guerre
Joseph Fisher participe à la refondation du judaïsme français, éprouvé par la Guerre. Il fait reparaître dès septembre 1944 le journal du KKL, La Terre retrouvée, dont la publication avait cessé pendant la Guerre. Il se rend avec Guy de Rothschild, Leon Meiss, et Jacob Kaplan aux États-Unis afin d'assister à une session extraordinaire du congrès juif mondial consacrée à la situation du judaïsme après-guerre,. Il voyage aussi en Palestine mandataire, accompagné d'André Blumel et de Léon Meiss, le président du consistoire. Le fait qu'il soit parvenu à les convaincre de l'accompagner signale l'importance prise par le sionisme dans le judaïsme français de l'Après-guerre. Il recommande en 1946 au Mossad Le'aliyah Bet de recruter Georges Loinger, résistant juif qu'il avait connu alors qu'il exfiltrait des enfants vers la Suisse. Ce dernier jouera à Marseille un rôle clé dans l'organisation du voyage de l'Exodus le navire transportant en 1947 des migrants juifs vers la Palestine.  
En 1950, après 25 ans d'activisme sioniste en France, il rentre en Israël. Il y devient directeur de la section française du bureau central du KKL. C'est à ce moment-là qu'il hébraïse son patronyme, prenant le nom d'Ariel. Il entre en juillet 1952 au ministère des Affaires étrangères d'Israël.

## Diplomate à Bruxelles
Joseph Ariel, devenu diplomate d'Israël, retourne alors en Europe fin 1952, en tant qu'envoyé extraordinaire et ministre plénipotentiaire d'Israël en Belgique et au Luxembourg,. Il s'y lie d'amitié avec la reine de Belgique Élisabeth dont il organisera le voyage en Israël. Au cours de la crise du canal de Suez (1956), ces deux pays prendront à l'ONU, en partie grâce à son travail, des positions favorables à Israël.

## Retour en Israël
En 1957, Joseph Ariel est rappelé en Israël et devient directeur de la division consulaire au sein du ministère des Affaires étrangères. En raison de la limite d'âge, il travaille ensuite pour le Yad Vashem, d'abord en tant que directeur du département d'étude du néonazisme. Il prend ensuite la tête du département des relations extérieures. Il publie en 1960 un rapport dans lequel il révèle que l'Égypte de Nasser a donné l'asile à seize anciens nazis dont Hans Eisele qui a mené des expériences médicales sur des déportés juifs et l'idéologue Johann von Leers.
Ariel décède en 1964 à Jérusalem. Ses obsèques ont lieu au cimetière de Sanhédriah en présence du président d'Israël Zalman Shazar, de Dov Yosef (en), le ministre de la Justice, du consul de France à Jérusalem, du président de l'université hébraïque, de députés, d'universitaires, de journalistes et de représentants de l'Union des Juifs de France en Israël. Son éloge funèbre est prononcé par Jacob Tsur et Arieh Kubovy respectivement présidents du KKL et du Yad Vashem.

## Ouvrages publiés
- Un Peuple renaît : La Palestine juive d'aujourd'hui, Éditions de la Terre retrouvée, 1939
- (en) Jewish Self-Defense and Resistance in France during World War II, vol. VI, Yad Vashem Studies, 1967